# Gösselsdorf (Saalfeld)
Gösselsdorf ist ein Ortsteil der Kreisstadt Saalfeld/Saale im Landkreis Saalfeld-Rudolstadt in Thüringen.

## Lage
Gösselsdorf liegt auf einem mit Wald umgebenen Hochplateau im Thüringer Schiefergebirge, südöstlich des Thüringer Waldes. Die Landesstraße 2687 führt von Gräfenthal nach Reichmannsdorf am Dorf vorbei und mündet in Reichmannsdorf auf die Bundesstraße 281.

## Geschichte
Am 22. November 1275 wurde das Dorf erstmals urkundlich erwähnt.
Zum 1. Januar 2019 kam Gösselsdorf im Zuge der Eingemeindung von Reichmannsdorf zur Stadt Saalfeld/Saale.
In Gösselsdorf leben 120 Personen. 
In der Nacht vom 1. auf 2. Juli 2025 brach auf einer Fläche von 10 Hektar ein Feuer aus und griff am Tage des 2. Juli 2025 auf ca. 270 Hektar des „Gösselsdorfer Forstes“ über.